# Perninae
I Pernini (Perninae Blyth, 1851) sono una sottofamiglia di uccelli della famiglia degli Accipitridi.

## Distribuzione e habitat
I Pernini sono quasi esclusivamente specie tipiche dei climi caldi, sia del Vecchio che del Nuovo Mondo, ma due specie del genere Pernis (il pecchiaiolo occidentale e il pecchiaiolo orientale) si spingono anche nella fascia temperata.

## Tassonomia
Questa sottofamiglia comprende 9 generi e 19 specie:
- Genere Eutriorchis Sharpe, 1875
  - Eutriorchis astur Sharpe, 1875 - aquila serpentaria del Madagascar.
- Genere Leptodon Sundevall, 1836
  - Leptodon cayanensis (Latham, 1790) - nibbio testagrigia;
  - Leptodon forbesi (Swann, 1922) - nibbio dal collare bianco.
- Genere Chondrohierax Lesson, 1843
  - Chondrohierax uncinatus (Temminck, 1822) - nibbio beccouncinato;
  - Chondrohierax wilsonii (Cassin, 1847) - nibbio beccouncinato di Cuba.
- Genere Pernis Cuvier, 1816
  - Pernis apivorus (Linnaeus, 1758) - pecchiaiolo occidentale;
  - Pernis ptilorhynchus (Temminck, 1821) - pecchiaiolo orientale;
  - Pernis celebensis Wallace, 1868 - pecchiaiolo barrato;
  - Pernis steerei W. L. Sclater, 1919 - pecchiaiolo delle Filippine.
- Genere Elanoides Vieillot, 1818
  - Elanoides forficatus (Linnaeus, 1758) - nibbio codadirondine.
- Genere Lophoictinia Kaup, 1847
  - Lophoictinia isura (Gould, 1838) - nibbio codasquadrata.
- Genere Hamirostra T. Brown, 1846
  - Hamirostra melanosternon (Gould, 1841) - nibbio pettonero.
- Genere Aviceda Swainson, 1836
  - Aviceda cuculoides Swainson, 1837 - baza africano;
  - Aviceda madagascariensis (A. Smith, 1834) - baza del Madagascar;
  - Aviceda jerdoni (Blyth, 1842) - baza di Jerdon;
  - Aviceda subcristata (Gould, 1838) - baza crestato;
  - Aviceda leuphotes (Dumont, 1820) - baza nero.
- Genere Henicopernis G. R. Gray, 1859
  - Henicopernis longicauda (Lesson e Garnot, 1828) - pecchiaiolo codalunga;
  - Henicopernis infuscatus Gurney, 1882 - pecchiaiolo nero.

## Biologia
Alcune specie appartenenti a questo gruppo si nutrono prevalentemente di insetti, e in particolare i pecchiaioli si nutrono soprattutto di larve di vespa. Altre, invece, catturano anche rettili.